# Bông cải trắng
Bông cải trắng hay còn gọi là súp lơ, hay su lơ, bắp su lơ, hoa lơ (tiếng Pháp: Chou-fleur), cải hoa hay cải bông trắng là một loại cải ăn được, thuộc loài Brassica oleracea, họ Cải, mọc quanh năm, gieo giống bằng hạt. Phần sử dụng làm thực phẩm của súp lơ là toàn bộ phần hoa chưa nở, phần này rất mềm, xốp nên không chịu được mưa nắng. Phần lá và thân thường chỉ được sử dụng làm thức ăn cho gia súc.

## Đặc điểm sinh thái

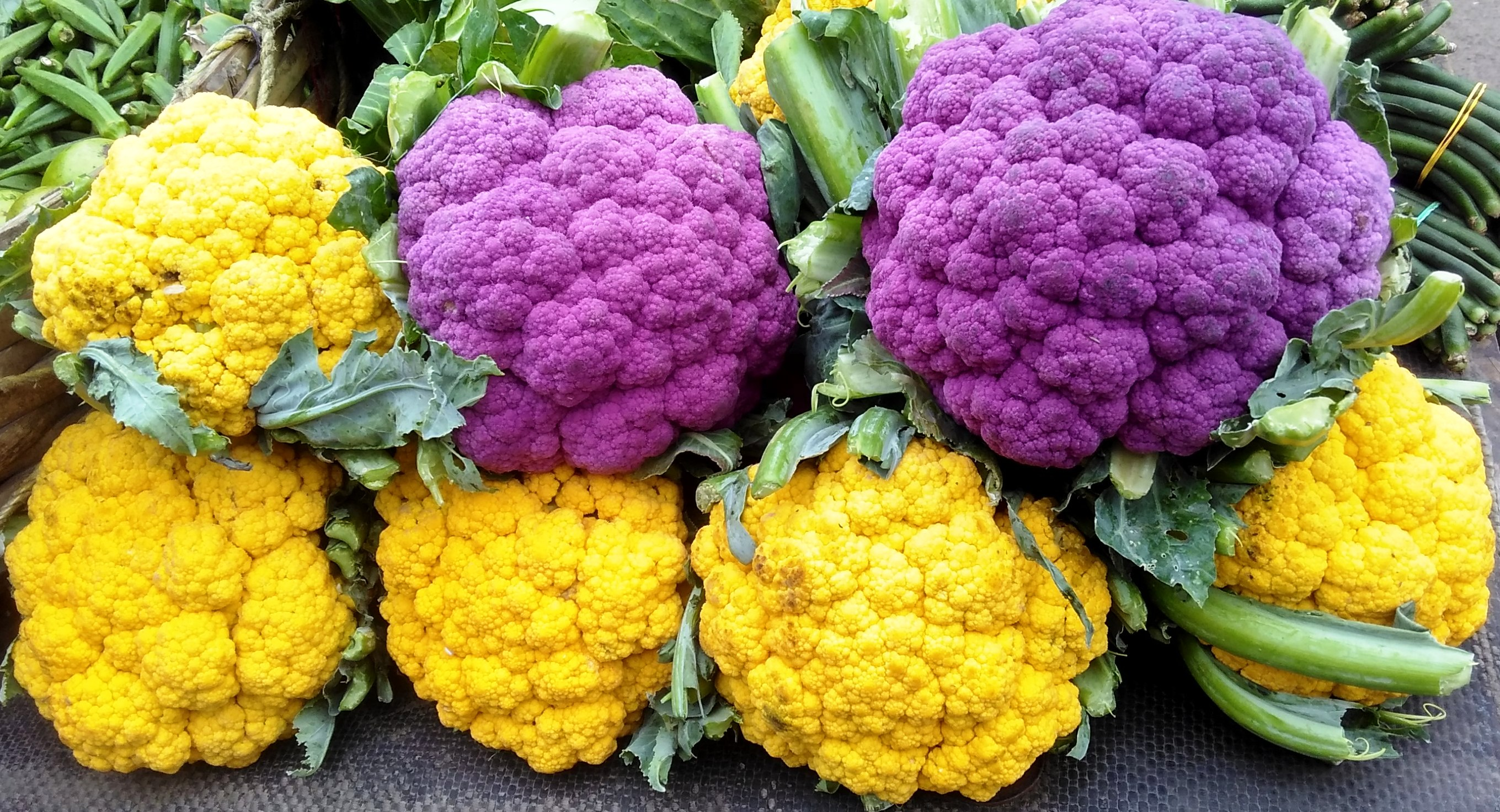
Súp lơ trắng cam và tím

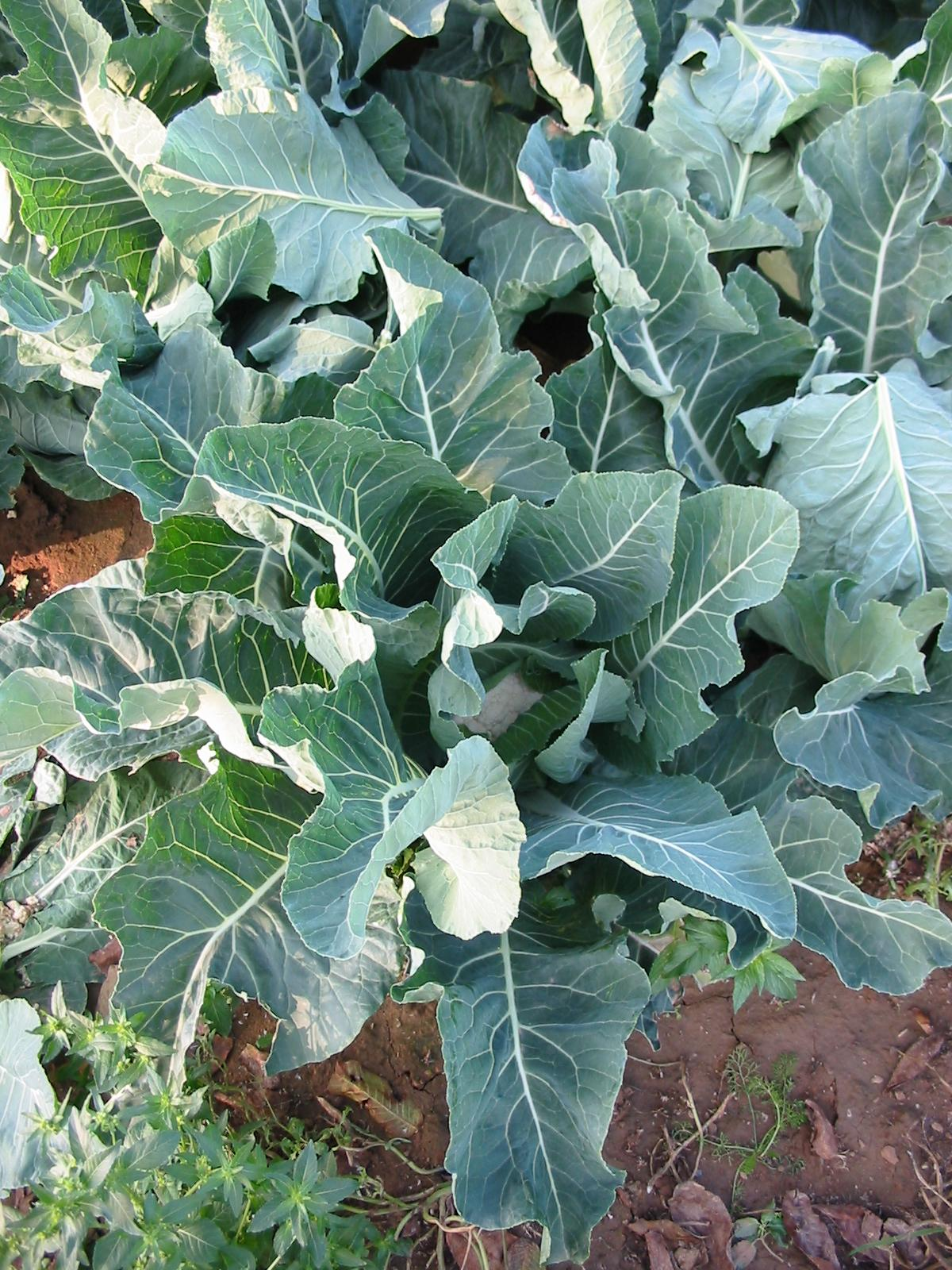
Cây súp lơ chưa thu hoạch

Súp lơ có phần lá rất phát triển, nhưng bộ rễ lại phát triển kém thường ăn nông (ở lớp đất 10 – 15 cm) và ít lan rộng, vì thế tính chịu hạn, chịu nước kém. Cây thân thảo, có thể sống 2 năm, ưa đất ẩm, nhiều mùn yêu cầu về dinh dưỡng khá cao, cây thích ánh sáng nhẹ, chịu được lạnh; nhiệt độ thích hợp nhất cho sinh trưởng và phát triển là 15-18oC, từ 25oC trở lên cây mọc kém, chậm, mau hóa già, cho hoa bé và dễ nở. Tuy nhiên, ở giai đoạn đang ra hoa nếu gặp phải nhiệt độ dưới 10oC hoa cũng bị bé, phẩm chất kém.
Ở Việt Nam, các vùng trồng súp lơ phổ biến là miền có khí hậu lạnh như miền Bắc vào mùa Đông hay các vùng núi cao như Tây Nguyên, nhất là vùng Đà Lạt Lâm Đồng.

## Các giống phổ biến
Có hai loại phổ biến là:
- Súp lơ đơn (hay sớm): Để trồng vụ sớm, giống này có đặc điểm là lá nhỏ, dài, trên mặt lá có lớp phấn trắng, mỏng, ngù hoa trắng, gạo nhỏ, mặt mịn, mỏng, ăn ngon, trọng lượng hoa phần sử dụng làm thực phẩm từ 1– 2 kg.
- Súp lơ kép (hay đoạn): Để trồng vụ chính và muộn. Cây lùn, trọng lượng hoa phần sử dụng làm thực phẩm từ 1,5 – 3 kg, màu trắng ngà (trắng sữa) lá mỏng và bầu, hơi nghiêng về một phía, nõn tía.

## Sử dụng
Người ta có thể dùng súp lơ để là món luộc ăn như rau nhưng thông dụng nhất là các món hầm, súp hoặc ăn sống hay ngâm giấm. Ở Việt Nam, súp lơ thường được dùng cho các món xào, canh, mặn.